# 大公教會
大公（英語：Catholicity）是基督教中的一個概念，是指基督的教會是普世的、一般的、大眾的、所有人的教會，而不是属於某个特定地域、種族、階級或宗派的。大公一詞源自公元381年《尼西亚-君士坦丁堡信經》中「一个神圣、完全、被差遣的教会」（希臘語：Ἁγίαν, Καθολικὴν καὶ Ἀποστολικὴν Ἐκκλησίαν）。「完全」（希臘語：καθολικός）源自词根，“至于，关于”，和，“完全，全部”，本意为「完全的，没有缺失的」。「完全的教会」这一神学概念的本意是，基督的教会擁有著完全的真理，在神里面没有任何缺点或谬误。希臘語：進入拉丁語和英語後，意義由「完全」轉變爲「普世」。汉譯「大公」取「大道之行，天下爲公」中的「公」，在英語中，會使用小寫的「catholic」指大公教會。然而由于后述的历史原因，不止一个基督教派主张自己是“大公教会”。
英語大寫的「Catholic」是指天主教會（英語：Catholic Church），與小寫的「catholic」大公教會不同，特別是在普世情況下以及在國家中的其他教會使用小寫的「catholic」（大公），以區別該詞的更廣泛含義。儘管天主教會被稱為大公教會，但東正教會、東方正統教會和東方亞述教會也被認為具有大公的特徵以及大公一詞。大公也出現在與天主教會決然分離的教會的語言中，例如信義宗和聖公宗，以及獨立天主教會、舊天主教會和其他基督教派。雖然用於定義大公的特徵以及其他教派對這些特徵的認可在這些群體之間有所不同，但這些特徵包括正式聖禮、主教體制、使徒統緒、高度結構化的禮拜儀式崇拜和其他共同的教會學。

## 历史沿革

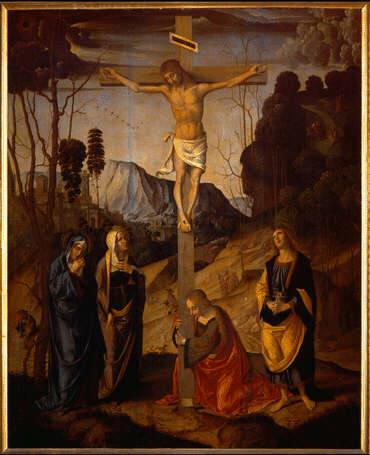
根據聖經新约瑪竇福音，被稱為厄瑪奴爾的耶稣是天主之子

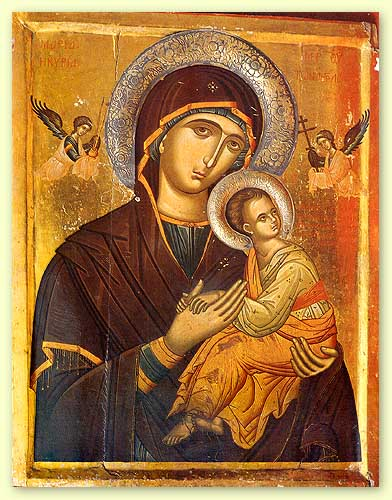
圖中為永援聖母，被天主教徒稱為「聖母」的童貞女瑪利亞是天主子耶稣基督因聖神降孕道成肉身的母親。

基督宗教的信仰产生于公元一世纪因納匝肋的耶穌稱默西亞所產生的一系列連鎖事件，源頭可追述到天啟一神論宗教始祖亞伯拉罕，最初系自犹太教中分离出来的第一個基督徒派別，因為他們面向的宣道對象是不同種族、不同國家之人，而不再侷限於猶太人群體。随着耶路撒冷被羅馬帝国占领，教会的中心逐渐转向羅馬帝国的首都罗马，故称“罗马公教”。从公元一世纪到四世纪初，罗马皇帝一再試圖消灭教会，但教會勢力卻不斷擴張，獲得大量軍人的皈依，313年君士坦丁與李錫尼發表了米蘭敕令，承認了罗马公教合法。狄奧多西大帝在393年發布了薩洛尼卡敕令，以罗马公教为帝国的国教。
大公教會這一術語最早見於約公元107年安條克的依納爵寫給士麥拿教會基督徒的《致士麥拿書》，用以勸勉當地基督徒保持與主教的共融，信中寫到「教會主教來到何處，哪里就有天主子民」、「耶穌基督去向何方，哪裡就是大公教會」。
2世紀後半叶這一詞開始用來表示「正統」，區分教會認為的異端信仰。因為天主教徒認為自身擁有全方面的真理、是完整的教會，而異端則是片面的將某一道理誇張成真理、是局部的教會。380年羅馬皇帝狄奧多西一世專門用「天主教基督徒」（Catholic Christian）來稱呼那些遵循同樣信仰原則的羅馬教宗達瑪穌與亞曆山大牧首伯多祿。許多其他作家，例如5世紀的耶路撒冷的西里爾與希波的奧斯定 將「天主教」（大寫“Catholic”）進一步統括為「公教」（小寫“catholic”）和全體基督徒的「基督宗教」。學術領域，基督教要晚於天主教成型。
公元5、6世纪时的日尔曼族入侵最终导致罗马帝国的分崩离析，東西教會也隨之徹底分裂開來。羅馬天主教在这时期开始向蛮族施行教化的工作，因而产生了一种新的文化。从15世纪开始，西方民族在思想上起了极大的变化，近代的民族国家不断地形成，从各方面争取独立自由，教宗的权力在天主教会内虽然仍旧很大，但是在歐洲大陸向來联系十分緊密的宗教與政治却逐渐分离，欧洲信仰的统一也因基督新教的产生而破坏；而另一方面，随着新大陆的发现，传教的工作获得了新的园地，天主教向亚洲、美洲、非洲、大洋洲展开了传教的工作。第二次世界大战后，由于现代科技的发展，人类的资本主义、共产主义的消长，在思想和生活上都起了极大的改变，造成了社會主義對天主教的共融，东方、西方及后起的第三世界在信仰、政治、经济、文化方面發生重大变化，世界各地的基督徒和教会都面臨重新合一的挑战。

## 教派形成
大公教会共同的信仰特徵“教會是耶穌基督親自創立的”、“教會自早期教會自古以來的連續性”。許多單一教派、或有著共同識別特點的共融教派、或其他共同體，都是歷史可證的教會。
根據五城聯邦的理論，早期合一的教會乃鼻祖羅馬、亞歷山卓、安條克並後來增加的君士坦丁堡與耶路撒冷五位牧首創立。羅馬主教乃當時公認的首位，並於381年第二次大公會議寫入教規第三條。
這「首位」有著不同的解釋，例如「首位但平等」和335年提爾會議提到「羅馬擁有教義或教務糾紛的最終仲裁權」。羅馬主教亦被認為擁有召集大公會議的權利，直到羅馬帝國遷都君士坦丁堡，他的影響力開始受到羅馬皇帝挑戰。
但儘管如此，羅馬主教認為自己的權威來自聖伯多祿和聖保祿兩位宗徒而非皇帝，二人被公認為殉道並埋葬於羅馬，羅馬主教亦是伯多祿殉道之直接遺志繼承人。但教會在那之後因教義分歧並羅馬帝國統一國內思想、國家解體等因素陷入不斷的分裂。
431年第三次大公會議使天主教會第一次分裂，聶斯脫利派被破門絕罰，形成亞述教會。451年第四次大公會議，亞歷山卓和安條克被判絕罰，天主教會第二次分裂，形成東方人正教會。
1054年羅馬與君士坦丁堡互判處絕罰，那次是羅馬天主教會和希臘正教會的東西教會大分裂。1438年羅馬開始推動合一，形成東方禮天主教會。
16世紀宗教改革第二次大分裂，他們被稱作「抗議宗」。19世紀第一次梵蒂岡大公會議，教宗无谬寫入教會法，這次是一些老派天主教會的分離。

## 各宗派的觀點
國際上許多基督徒和各基督教教派都主張自己的教会是大公教会，特別是宗徒繼承。他們大致可以分成五個意見集團：
1. 天主教會認為，承認在羅馬的教宗權威且與普世天主教會完全共融的基督徒就是天主教徒。例如「個別教會」（particular Church）的「拉丁禮教會」（Latin Church）與「東儀天主教會」（Eastern Catholic Churches）。它們有著不同的管理制度和禮拜儀式，但都「與羅馬同在」（in union with Rome）。[11]
2. 東正教會及東方正統教會認為，他們繼承自宗徒，是保留原始教會制度的正統、完全的教会。早期教會不存在教宗至上論的集權制度。
3. 舊天主教會、聖公宗及部分信義宗等教會認為，教會繼承早期教會的按立，是從宗徒不間斷傳承下來的教會。天主教會認為，聖公宗與信義宗都是通過獨立運動對立於「至公精神」的「抗議派」，是「新教」而非天主教，且只承認部分「舊天主教」為天主教。[12]
4. 「屬靈者」認為自身繼承宗徒，但與歷史上的教會沒有制度傳承，也不認為自己是一名「大公教會」的一員。
5. 認為自身宗徒繼承中斷，但通過牛津運動等恢復運動來恢復傳統，且嘗試與羅馬方面交流，尋找雙方可以互相接受的共識。例如美國信義會、加拿大信義會，以及聖公宗和舊天主教。

第三類教派與前兩類教派擁有共同的三個特點，即教會是一體性的普世教會（universal Church）、教條是完全上下一致的、唯一的神和救主耶穌基督。前兩條是天主教與狹義新教的改革宗以後教派之最大區別，而第三條則是對「神」的理解一致。
它們並不是一個完整的組織，處於分離狀態，故而羅馬教廷通常用「公教」（小寫“catholic”）或「大公教會」（catholic Church）稱呼處於分離狀態的普世天主教會，而避免指「天主教會」（大寫“Catholic”）。
它們全部相信「宗徒信經」和「尼西亞信經」，也就是「我信唯一、至聖、至公、從宗徒傳下來的教會。」或「我信聖而公教會」。
它們通常用「基督教」來總稱所有信仰耶穌基督的教派。而不是「天主教」。因為相對而言，基督教是一個更寬泛的概念。實際口語或學術研究之中，「天主教」亦單指「天主教會」。而中國則通常指「中國天主教」或「羅馬天主教」。

### 天主教會
自从3世紀羅馬帝國迁都君士坦丁堡后直到5世纪罗马帝国东、西分裂，東羅馬帝國和西羅馬帝國的教会开始独立发展。最后，東羅馬帝國以君士坦丁堡普世牧首为首，就是现在的東正教会；而西羅馬帝國的教会以原首都羅馬的教宗为首，就是现在的「天主教會」，亦称作「罗马天主教会」、「罗马大公教会」、「大公教会」或「公教會」。
天主教會認為教會是源自耶穌的正宗，此論據來自《瑪竇福音》第16章第18节记载的耶穌對聖伯多祿（或译“彼得”）说的話：「你是伯多祿（磐石），在這磐石上，我要建立我的教會，陰間的門決不能戰勝她。」伯多祿的名字「刻法」（Cepha，或譯“磯法”）在亞拉美語中正是「磐石」之意。天主教徒相信聖伯多祿是第一位罗马主教，現在的教宗即是伯多祿的继承人、天主教会的最高領袖。
天主教會的领土曾經稱為教宗國，現在的教宗则是梵蒂岡城國的元首。
在天主教会内，除了拉丁禮教會外，还有在東歐的東儀天主教會（主要在烏克蘭、白俄羅斯，在蘇聯時代曾被迫併入東正教會）、在黎巴嫩的馬龍尼禮天主教會、在埃及的科普特天主教會。它們與其他東方禮的教會不同，他們承認教宗的首席地位和领导权，與教宗共融。

### 東正教會
東正教会的神学氛围实际上比较包容，比如，天主教会和新教通常认为只有一部分人得救，東正教会则认为所有人都和只有一部分人得救都是有可能的；天主教会和新教通常认为基督的死就是纯粹的一命换一命，東正教会则有许多关于基督的死的不同理论，包括献祭的比喻，也有他的生命胜过死亡，也带领我们胜过死亡、回归上帝的说法。
这种说法认为「罪的代价乃是死」并非神的惩罚，而是必然的、脱离神完全的生命的后果，因为惩罚除了泄愤并没有挽回现状的作用，而基督则以完美的生命胜过死亡，也藉着圣灵（圣体和圣血）赐予我们完美的生命以胜过死亡这一既成事实。胜过死亡需要先面临死亡、经受死亡，好比打倒大魔王需要先进入他的城堡，进入大魔王的城堡就是打倒他的代价，死亡就是基督战胜死亡的代价，献祭不是主观的一物换一物、一命换一命，而是客观的因果关系简化后的比喻。
此外，東正教会对于圣经的解释也不只是纯粹按照原意或纯粹按照喻意义，甚至对于同一段经文都会有两种截然不同却同等合理的解释。

#### 对于天主教会的态度
在东正教会与罗马大公教会分裂之后，東正教会认为天主教会已偏离了真正的大公教会。主教并非掌握更多权力，而是担负更多责任；教宗虽然受特殊的尊敬，但并不比其他主教更加神圣，没有统治甚至奴役其他主教的权力。
约公元1136年，在小亚细亚尼科米底亚的尼西塔斯大主教给在教宗治下德国哈弗尔贝格的安瑟莫主教的信里写道：
我至为亲爱的弟兄，我们不否认罗马宗主教区在五个宗主教区（亚历山大、安提阿、君士坦丁堡、耶路撒冷和罗马）中是首位；我们认可她（罗马教区）在大公会议上最受尊敬的席位。但她坚持行与我们分裂的事，在傲慢之中她夺取了不属于她职责的君王的权力......我们怎么能接受她发出的那些没有经过我们商议，甚至我们一点都不知道的命令？
如果罗马的教宗，坐在他荣耀而华贵的宝座上，意欲向我们发出雷霆般的吼声——如果可以这么说的话，抛给我们一个个指令，又意欲审判我们，甚至统治我们和我们的教会，不是凭着共同的会议，而是凭着他自己的任意而为，这是什么样的弟兄，退一步来说，这是什么样的父亲？我们成了这教区的奴隶，而不是子女，罗马教宗也不是子女们虔诚的母亲了，而是奴隶们残酷、专横的女主人。

#### 对于新教的态度
東正教会虽然不完全认可天主教会，对于新教的改革也不完全支持。新教的改革虽然有一些进步，但也有不少世俗化和贬低传统的倾向。
一些主要的问题在于，信基督得财富、浮于物质和世俗而非不朽的属灵生命的功利主义倾向，只要信不要行、浮于表面信仰和敬拜而非真正属灵成长的信仰简化倾向，和一些复生的、例如区分耶稣和基督神性和人性区别（聂斯脱里主义）的异端倾向。

### 新教
天主教（Catholicism）是“普世宗教”（universal）的意思，當天主教（大寫“Catholic”）一詞稱作「大公」（“catholic”）時，許多主流之新教亦視自己為「大公教會」（小寫“catholic church”）的一部分。例如英格蘭教會信仰清教主義的基督徒曾在1646年的《威斯敏斯特信條》里提到「大公的或普世的教會乃無形的教會、完全由神選民所組成。已被揀選者或還未被揀選者，都將在基督里聚首」「合為一體的身體，充滿一切。」
浸會在《1689年浸會信條》（1689 Baptist Confession of Faith）里改动《威斯敏斯特信條》「大公教會乃無形的教會」為「……可稱之為無形的教會」，蘇格蘭教會則正式宣誓「蘇格蘭教會是神聖的大公教會與普世教會」（The Church of Scotland is part of the Holy Catholic or Universal Church）。 
某些路德宗團體，例如瑞典教會、部分美國的小眾路德宗教會、路德宗正教會、盎格魯禮路德宗天主教會都認為自己是「天主教徒」。絕大多數「高教會派」（High Church）這樣的傳統派更正教會亦留戀於天主教，例如20世紀20年代之「高教會派路德宗」運動旨在構建「福音派天主教信仰」（Evangelical Catholicity），達成自身信仰與天主教敬拜禮儀、教義的整合。
信義宗團體通常會缺乏宗徒繼承的主教，特別是在德國。改革派教會里亦有一個「隱秘天主教」（Scoto-Catholic）團體，即長老宗之蘇格蘭教會。這些教會指出它們會堅持早期教會的天主教學說，而蘇格蘭教會在1921年寫入教會法的文章里指出自身是「大公教會及普世教會的一部分」。

#### 聖公宗
介紹新教的聖公宗（又譯英國國教、安立甘宗）的入門學術作品裏，大多會提到它是一個「天主教與改革宗」的結合體。這是英格蘭宗教改革時，女王伊麗莎白一世確立的一種「改革宗天主教」（Reformed Catholic）。

### 其他的統緒
在西方教會裡，普世聖公宗、持續聖公運動（Continuing Anglican Movement）、舊天主教會、解放派天主教會（Liberal Catholic Church）、宗徒天主教會（Apostolic Catholic Church）、菲律賓自立教會（Philippine Independent Church）、非洲正教會（African Orthodox Church）、美國波蘭國立天主教會（Polish National Catholic Church of America）並其他許多的獨立派天主教會都直接或間接與拉丁禮天主教會相近，僅視教會為不與教宗共融的「天主教」，拒絕羅馬的地位與權威。